# Johannes Paulus van der Stok

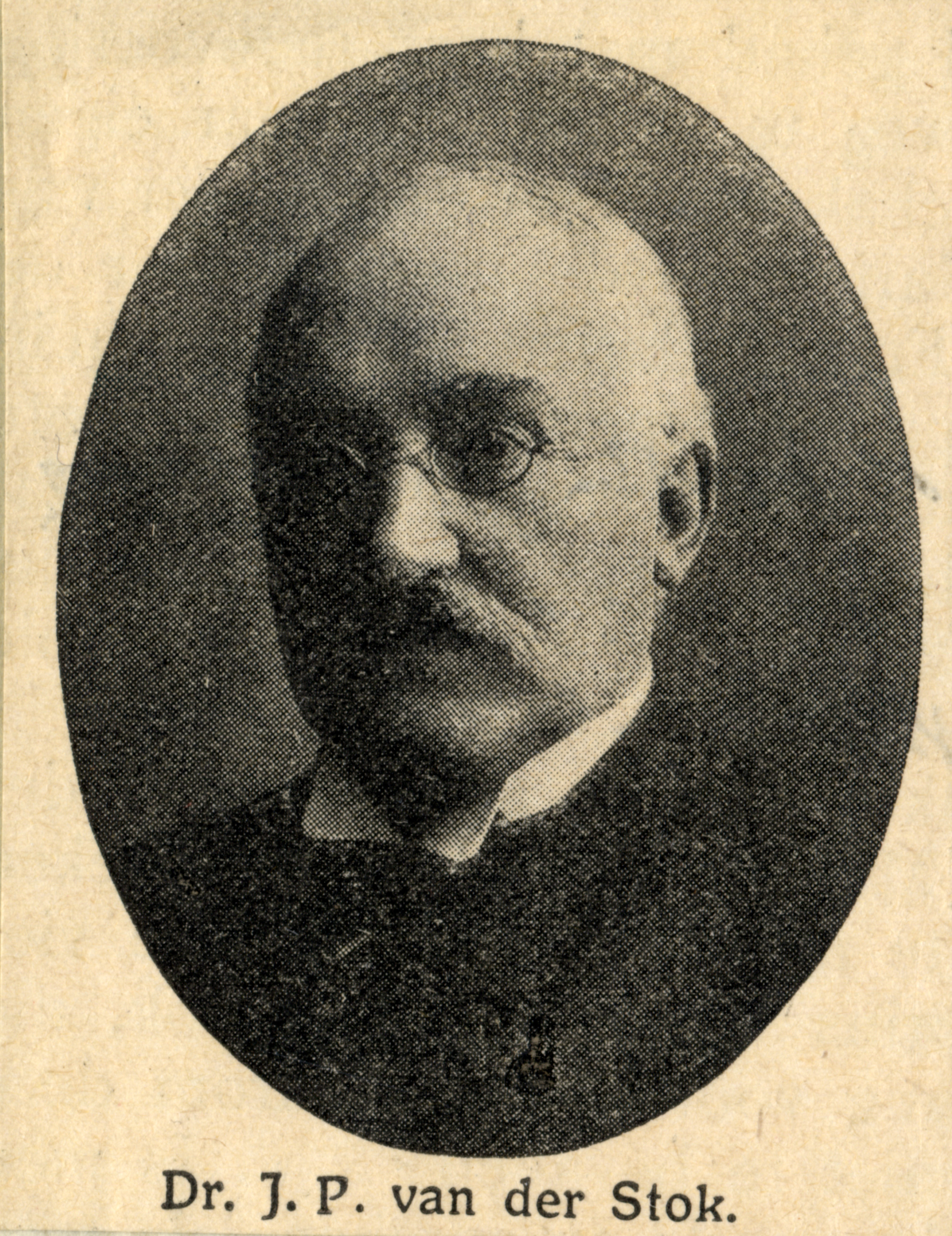
J.p.van der Stok (KNMI)

Johannes Paulus van der Stok (Zuilen, 14 januari 1851 - Utrecht, 29 maart 1934) was een Nederlands oceanograaf. Hij was, na zijn studie en promotie in de wijsbegeerte te Utrecht, vele jaren directeur van het Koninklijk Magnetisch en Meteorologisch Observatorium in Batavia (Nederlands-Indië). Hij was daarna directeur van het KNMI in De Bilt en een erkend deskundige op het gebied van getijden. Hij was lid van de Staatscommissie Zuiderzee.

## Privé en opleiding
Hij was de zoon van Pieter Nicolaas van der Stok, predikant te zuilen, en Ariëtte Clara Stricker. Hij ging naar het gymnasium in Utrecht en ging darn studeren aan de Universiteit van Utrecht. Hij promoveerde daar in 1874 op her onderwerp "Over Energie bij Elektriciteit". Dit onderwerp lag geheel op het terrein der mathematische fysica, maar verschillende meteorologische stellingen verraden de invloed van zijn leermeester Buys Ballot. Na zijn promotie werd hij korte tijd leraar in de natuur- en scheikunde aan het gymnasium in Den Haag.
Op 28 februari 1877 is hij in Den Haag getrouwd met Jannetje de Vos.

## Batavia
In 1876 werd hij gevraagd om de wetenschappelijke staf van het  Koninklijk Magnetisch en Meteorologisch Observatorium in Batavia te versterken. Dat bestond op dat moment alleen nog maar uit de directeur Pieter Adriaan Bergsma. Na een korte voorbereiding in Utrecht werd hij in 1877 de onderdirecteur. In 1882 volgde hij Bergsma op. Maar vanwege ziekte moest hij het jaar daarop gerepatrieerd worden. Hij knapte in  Nederland weer op. Hij ging in 1885 weer terug en bleef daar directeur tot 1899.
In eerste instantie was zijn aandacht voor onderzoek naar de invloed van de beweging van de zon en de maan op het aardmagnetisme. In 1882 publiceerde hij daarover "Bijdrage tot de kennis van den invloed der zon op de dagelijksche beweging der magneetnaald" (KNMI publicatie 58b).  Maar zijn aandacht verschoof al snel naar de invloed van deze hemellichamen op de getijden. In deze periode heeft hij een uitgebreide studie gemaakt van de getijden in de Indische archipel, die zich wezenlijk anders gedragen dan de getijden in Europa, wat lang tot verbazing van Europese zeevaarders geleid heeft. In de Indische archipel heeft men veel enkeldaagse getijden, die men met de op dat moment gangbare methoden niet kon voorspellen. Van der Stok heeft de harmonische methode toegepast, zoals ontwikkeld door Lord Kelvin en George Howard Darwin (niet de Darwin van de evolutieleer). In Europa gaf de harmonische methode weinig voordeel ten opzichte van de gangbare methode, maar in Zuidoost-Azië loste die veel problemen met getijvoorspellingen op. In een publicatie van 1879 heeft hij beschreven hoe getijden beschreven konden worden als sinusfunctes. Dit heeft hij daarna toegepast op waterstandsmetingen langs de kust van de eilanden van Nederlands-Indië. Om uit die metingen de harmonische componenten te halen gebruikte hij de harmonische methode. Van der Stok heeft de methode aanzienlijk ingekort, zodat met een minimum aan meetgegevens en met eenvoudige apparatuur toch een betrouwbaar resultaat verkregen kon worden. Later is deze methode verder uitgewerkt door Doodson van de Britse Admiraliteit (rond 1920). Een groot voordeel van de methode van Van der Stok was dat volstaan kon worden met een set van uurlijkse waarnemingen en dat geen mechanische getijschrijvers nodig waren (die in Nederlands-Indië door het klimaat heel storingsgevoelig waren).

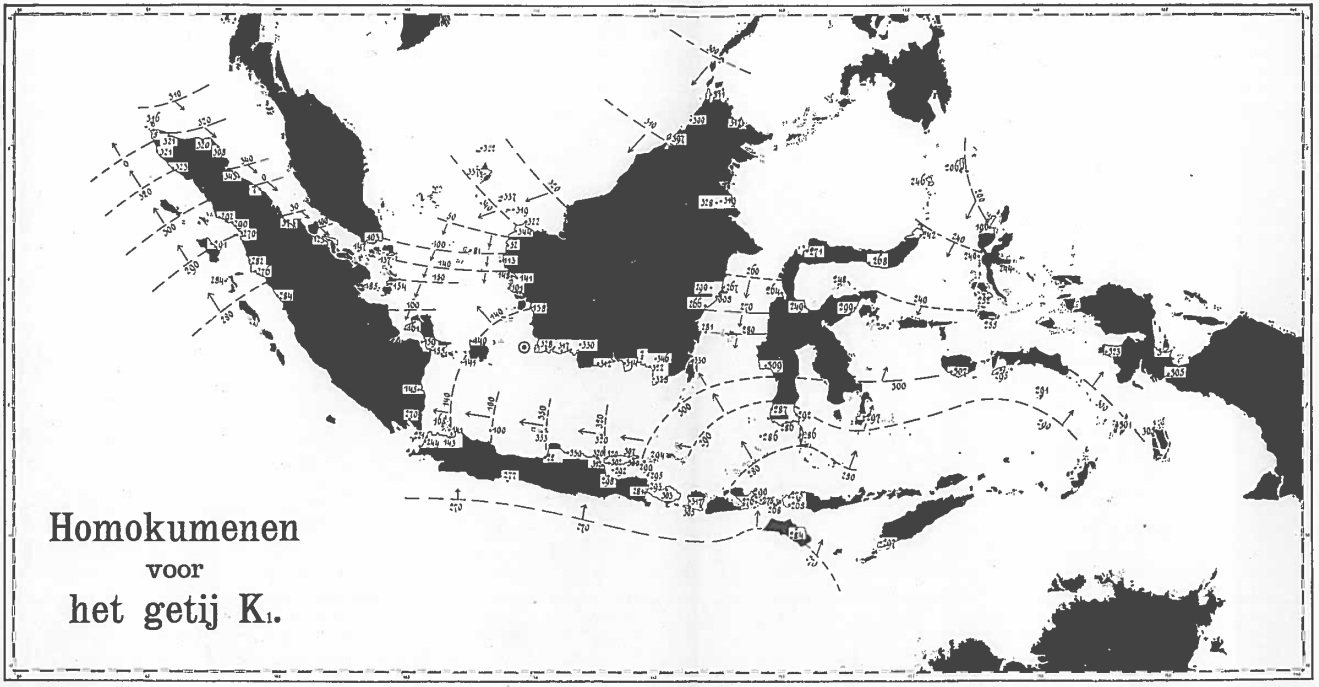
Homokumenen voor K1 (lijnen van gelijke fase van de getijcomponent)

Deze studies heeft hij gepubliceerd in een reeks van16 artikelen in de Verhandelingen van de afdeling Nederlandsch-Indië van het KIvI. Helaas zijn de delen 14-16 niet digitaal beschikbaar, deze jaargangen zijn niet gescand.
De resultaten zijn later ook vast gelegd in de atlas "Wind, Weather, Tides and Tidal Streams in the East Indian Archipelago" van 1897 en in 1910 in een KNMI-publicatie. Hij heeft hiervoor ook kaarten gemaakt van de homokumenen van de verschillende getijcomponenten voor de archipel. Hiermee is eenvoudig het getij in een bepaalde plek te bepalen, als het getij in de buurt wel al bekend is.
Ook heeft hij door goede registraties het micro-klimaat op Java nauwkeurig te bepalen. Hij wist dit te vertalen naar praktische richtlijnen; zo is op zijn advies de legerplaats van het KNIL op Java in Cimahi gekomen, omdat deze plaats een relatief gunstig klimaat had.
Hij zette veel lokale arbeidskrachten in voor het wetenschappelijk rekenwerk, de veelal het werk volledig zelfstandig konden uitvoeren.

## KNMI
Na terugkeer in Nederland werd hij bij het KNMI directeur van de afdeling "Waarnemingen ter zee". Hij bleef dat tot zijn pensionering in 1923. Hij heeft een grote rol gepeeld bij de reorganisatie van het KNMI in die tijd. Er werd actief samengewerkt met de Marine, maar ook met koopvaardij officieren. Hij heeft en groot aantal atlassen en tabelboeken met getijinformatie en met golfgegevens uitgegeven. De basisgegevens voor deze werken werden verzameld door een goot netwerk van koopvaardijofficieren die op vaste tijdstippen tijdens de reis meteorologische waarnemingen deden en die na terugkeer met het KNMI deelden. N de tweede wereldoorlog is dit in samenwerking met de Engelse weerdienst uitgebreid met informatie van veel andere schepen, dus niet alleen maar schepen die onder Nederlandse vlag varen. In latere jaren heeft Van der Stok naast zijn werk als leidinggevende van het KNMI nogal wat studies gedaan naar het getij op de Noordzee en het klimaat in Nederland. Hij heeft met name het klimaat willen weergeven als een proces waarbij kansen (en dus frequenties van voorkomen) een rol spelen.  Het Noordzeeklimaat heet hij zo kunnen kwantificeren door gebruik te maken van systematische waarnemingen van de lichtschepen.
Een van zijn laatste belangrijke werkzaamheden was het redacteurschap van het jubileumwerk van het Kon. Ned. Aardrijkskundig Genootschap bij zijn vijftigjarig bestaan in 1922: "De Zeeën van Nederlandsch Oost Indië", waarin hij zelf de maritieme meteorologie en de getijden behandelde. Hij was ook een zeer werkzaam lid van de Staatscommissies voor de Nieuwe Waterweg en de Staatscommissie Zuiderzee.
Hij schreef ook Getijverschijnselen op de Nederlandsche kust (1901) en Wind en Water (1906).

Vanwege zijn advies oer de legerplaats Cimahi werd hij benoemd tot officier in de Orde van Oranje-Nassau. Hij werd in 1923 benoemd tot erelid van het KNAG en Ridder in de Orde van de Nederlandsche Leeuw. Voor zijn werk voor he maken van getijvoorspellingen kreeg hij in 1912 de gouden De Ruyter-medaille.